# Спанбонд

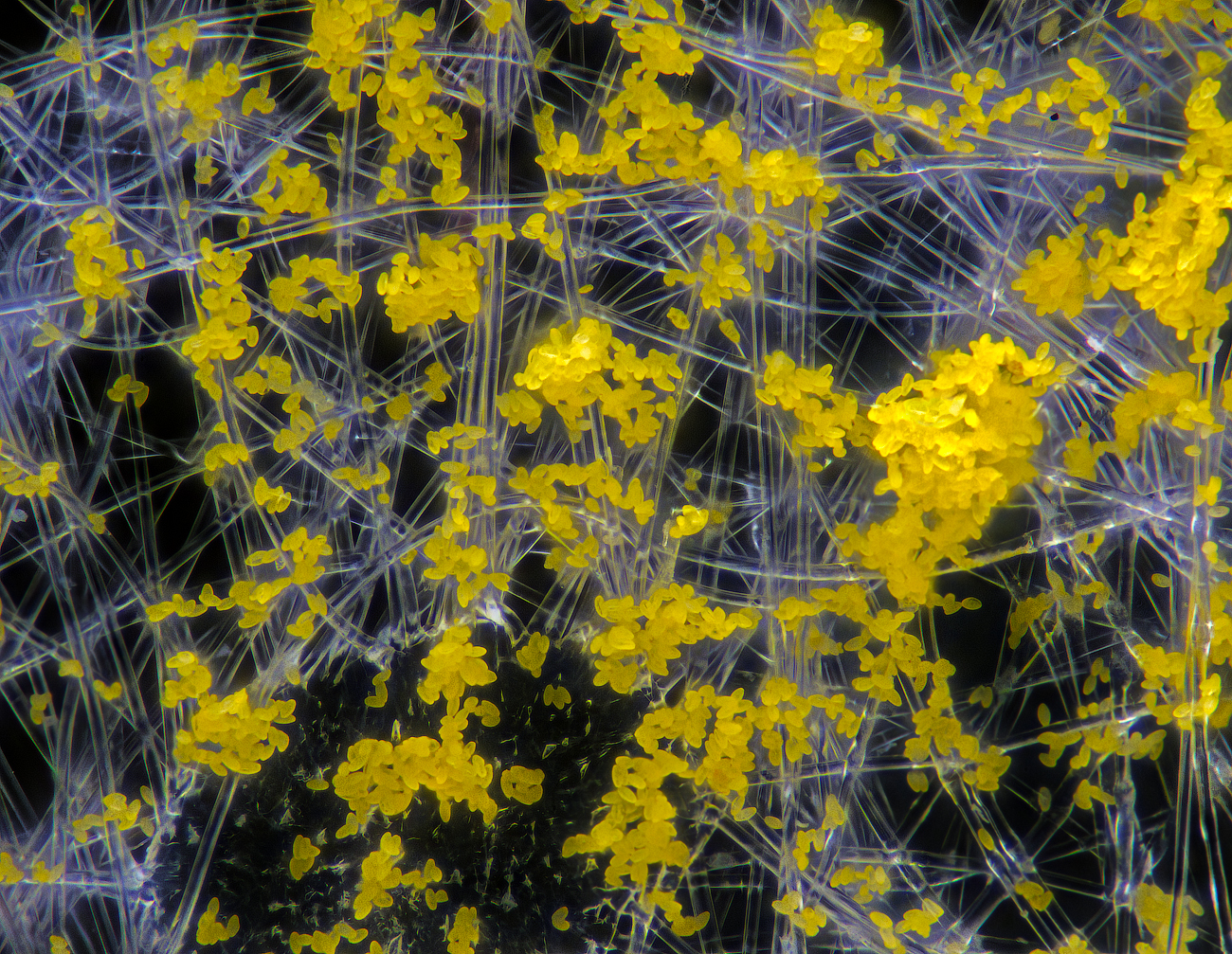
Частицы пыльцы на внешнем слое медицинской маски, изготовленной из «Спанбонда»

Спанбонд (англ. spunbond, spunlaid) — название технологии производства нетканого материала из расплава полимера фильерным способом. Часто в профессиональной среде термином «спанбонд» обозначают также материал, произведённый по технологии «спанбонд».
Сущность фильерного способа заключается в следующем: расплав полимера выдавливается через фильеры в виде тонких непрерывных нитей, которые затем вытягиваются в воздушном потоке и, укладываясь на движущийся транспортёр, образуют текстильное полотно. Нити на сформированном полотне впоследствии скрепляются. Скрепление нитей в холсте может осуществляться несколькими способами:
- иглопрокалывание,
- химическая пропитка нитей связующими,
- термоскрепление на каландре,
- водоструйное скрепление
- термоскрепление горячим воздухом

Наиболее распространёнными способами скрепления являются термоскрепление на каландре и иглопрокалывание. Способ скрепления нитей на холсте определяет характеристики получаемого материала, а следовательно, и сферы применения.

## Технология производства
В качестве сырья для производства материала «спанбонд» используются волокнообразующие полимеры с широким молекулярно-массовым распределением, такие как полипропилен, полиэтилентерефталат (полиэстер), полиамид и др. Наиболее часто для производства «спанбонда» используется полипропилен, поскольку он позволяет получать наиболее плотное распределение волокон в холсте и обеспечивает высокую выработку волокон в перерасчёте на килограмм сырья.
Процесс формирования холста включает следующие основные этапы:
1. Подготовка и подача полимерного сырья к плавильному устройству
2. Плавление полимера и фильтрация расплава
3. Подача расплава на фильерный комплект
4. Формирование волокон
5. Аэродинамическая вытяжка и охлаждение волокон воздухом
6. Укладка волокна на транспортёр для формирования холста
7. Каландрирование и намотка материала

Гранулы полимера поступают в экструдер, в котором осуществляется процесс плавления, после чего, расплавленный полимер продавливается через специальные отверстия — фильеры, образуя бесконечные нити.
Фильера представляет собой металлическую пластину с отверстиями, изготовленную из жаропрочной стали. Фильеры различаются количеством отверстий, их диаметром и формой. Диаметр отверстий в фильере может варьировать от 250 до 1200 мкм. Фильеры располагаются на специальной фильерной балке, при этом в производстве для более плотного расположения волокон на холсте чаще всего используется несколько балок (обычно две или три).
Перед укладкой на транспортёр нити проходят стадию вытяжки — аэродинамическим или механическим способом. Наиболее широкое распространение получил аэродинамический способ вытяжки, состоящий в вытяжении нитей под действием высокоскоростного воздуха, поступающего из эжектора. В процессе вытяжения нити охлаждаются, приобретя прочность.
Выходящие из эжектора охлаждённые нити укладываются на транспортёр, равномерное и однородное распределение нитей на холсте осуществляется с помощью специальных устройств, расположенных в эжекторе. Скорость движения транспортёра может меняться, благодаря чему достигается различная плотность материала.
Для скрепления сформированного полотна может использоваться один из следующих способов:
- иглопрокалывание,
- химическая пропитка нитей связующими,
- термоскрепление на каландре,
- водоструйное скрепление,
- термоскрепление горячим воздухом.

Способ скрепления материала определяет сферы его дальнейшего использования. Наиболее распространённый способ скрепления нитей в холсте — термоскрепление на каландре используется для полотен плотностью не более 150 г/м² . Для более плотных полотен (свыше 150 г/м²) наиболее часто используется иглопробивной способ скрепления. Таким образом, диапазон возможных плотностей спанбонда варьирует от 15 до 600 г/м².
В настоящее время усовершенствование технологий по производству фильерных нетканых материалов типа «спанбонд» идёт по пути получения бикомпонентных (элементарные волокна получают соэкструзией из двух или более полимеров) материалов, сочетающих в себе свойства исходных полимеров. Так, например, большой популярностью пользуются материалы СМС («спанбонд» — «мелтблаун» — «спанбонд»). «Мелтблаун» — технология «мелтблаун» подразумевает формирование волокон путём раздува расплавленного полимера (фильерно-раздувная технология) горячим воздухом непосредственно на раскладочный транспортёрный стол. Материал, полученный по технологии «спанбонд», имеет ряд характеристик, которые обусловливают его повсеместное применение во многих отраслях промышленности.

## Свойства
При определении пригодности нетканых материалов «спанбонд» для использования в соответствующих отраслях промышленности проводят комплексную оценку материала, которая позволяет более точно определить поведение «спанбонда» в эксплуатации. С этой целью, прежде всего, необходимо установить, каким воздействиям материал будет подвергаться в условиях эксплуатации и какими свойствами он должен обладать, чтобы удовлетворять предъявляемым к нему в связи с этим требованиям. Таким образом, при оценке спанбонда руководствуются его геометрическими, физико-механическими и гигиеническими свойствами.

### Геометрические свойства
Геометрические свойства характеризуют толщину, ширину и длину материала.

### Толщина материала
Толщина нетканого материала определяется его назначением и способом производства. От толщины нетканого материала зависит его воздухопроницаемость, жёсткость, теплоизоляционные свойства и пр.

### Ширина материала
Ширина нетканого материала определяется расстоянием между его кромками и колеблется в широких пределах — от 6 см до 4 м и более. «Спанбонд» легко кроится, поэтому многие производители осуществляют нарезку нетканого материала «спанбонд» на востребованные потребителями ширины.

## Физико-механические свойства
Плотность материала
Плотность материала может варьировать от 10 г/м² до 600 г/м². Зачастую плотность материала определяет сферу применения спанбонда, так, например, материал плотностью 40 г/м² может использоваться для пошива одноразовой одежды, а плотностью 200 г/м² в качестве геотекстиля.
Устойчивость к стиранию и сминанию
Сминаемостьсвойство материала в течение длительного времени сохранять форму после удаления нагрузки, вызвавшей местную деформацию. Чем быстрее материал приобретает изначальную форму, тем лучше его упругие свойства.
Низкая электропроводность
Высокая разрывная нагрузка в сухом и мокром состоянии
Термин «разрывная нагрузка» следует понимать, как наибольшее усилие, выдерживаемое нитями при растяжении их до разрыва. «Спанбонд» чрезвычайно прочный материал, способный выдерживать значительные нагрузки.
Стойкость к высоким и низким температурам и атмосферным воздействиям
Важной характеристикой, определяющей в ряде случаев возможность использования спанбонда для различных изделий, является его стойкость к действию высоких и низких температур.
При воздействии повышенных температур физико-механические свойства волокон в спанбонде изменяются: понижается прочность волокон, волокна усаживаются, размягчаются, плавятся или даже разлагаются. Стойкость волокон к высоким температурам называется тепло- и термостойкостью, а к низким — морозостойкостью.
Теплостойкостью называется способность волокон сохранять свои физико-механические свойства при повышенных температурах.
Термостойкостью называется стойкость волокон к химическому разложению при повышенной температуре. Термостойкость определяется по изменению физико-механических свойств волокон после воздействия температуры. Нетканый материал «спанбонд» устойчив к воздействию воды, кислот и щелочей, имеет низкое водопоглощение, не гниёт и не плесневеет, что способствует его длительному использованию. Обладает морозостойкостью и выдерживает низкие температуры (-55 °C) без изменения прочности, при введении специальных добавок может приобретать термостойкость до 130 °C.
Способность к равномерному и глубокому окрашиванию
«Спанбонд» легко окрашивается в любые цвета с помощью добавления в расплав полимера специальных красителей. Кроме того, на уже готовые изделия из спанбонда можно наносить изображения любых цветов. Это свойство спанбонда широко востребовано в лёгкой промышленности.

### Гигиенические свойства
«Спанбонд» не имеет свойства образовывать токсичные соединения в воздушной среде и сточных водах в присутствии других веществ и факторов при температуре окружающей среды.

## Области применения
Ввиду особенностей производства и многогранности физико-механических свойств нетканых материалов «спанбонд» и СМС, они широко используются во многих отраслях промышленности и народного хозяйства. Эту особенность необходимо учитывать не столько при построении системы сбыта продукции, сколько при оценке возможности развития рынка. По сложившейся тенденции на рынке нетканых материалов типа «Спанбонд» и СМС, принято укрупнённо сегментировать области применения данных материалов следующим образом:
- Агротекстиль, укрывные и мульчирующие материалы;
- Материал для гигиенических производств;
- Материал для изготовления одноразовой одежды, в том числе медицинской;
- Основа для строительных мембран и гидроизоляционных материалов;
- Материал, применяемый в лёгкой промышленности в качестве фурнитурно-упаковочного, в том числе производстве мягкой мебели, ортопедических матрасов, изготовлении чехлов, сумок и т. д.

## Агротекстиль
Агротекстиль — спанбонд, применяющийся в качестве укрывного материала в сельском хозяйстве. Также разновидность спанбонда для сельскохозяйственного применения получила название «агроволокно». Такой спанбонд получается при введении в расплав специальных ультрафиолетовых стабилизаторов (СУФ), предотвращающих процесс разрушения полипропилена под действием лучей солнца. Дополнительной отличительной особенностью агротекстиля является то, что в большинстве случаев это спанбонд с УФ стабилизатором прошедший дополнительную переработку — конвертацию: продольную и/или поперечную порезку, спайку, укрепление края, нанесение логотипа на материал и др. Производители профессионального агротекстиля выпускают полотна материала спаянные или склееные продольно. Ширина таких полотен может достигать 24 м, что позволяет эффективнее использовать земельные участки и рабочее время персонала. Наиболее известными в Европе торговыми марками профессионального агротекстиля являются LUTRASIL (Германия), AGRYL / NOVAGRYL (Франция), AGREEN (Украина), PREMIUM-AGRO(Украина).
Белый (натуральный цвет) спанбонд используется для укрывания растений, чёрный — для мульчирования почвы.

## Производство средств женской и детской гигиены
Материал для производства средств женской и детской гигиены (прокладки, подгузники) — применяется в качестве одного или нескольких внешних и внутренних слоёв в изделии. Служит слоем для удержания впитывающих слоёв при условии пропускания влаги и воздуха, для придания анатомической формы изделиям.

### Особенности
Материал «спанбонд», реже СМС низких плотностей (от 15 до 25 г/м²). Зачастую при производстве требуется введение добавок TIO2 для придания кипенно-белого цвета и антимикробных свойств, а также приданию готовому материалу гидрофильных (впитывающих влагу) свойств.
Применение нетканых материалов при производстве средств гигиены позволяет:
- вести производство на высокоскоростных автоматических линиях с минимальным количеством перезаправок сырья;
- производить продукцию с высокими потребительскими свойствами.

### Товары заменители
- Термобонд — материал, произведённый из штапельного химического или смесового с натуральным химического волокна путём термического скрепления в холст (аналогичного скреплению «спанбонда») штапельных волокон.
- Спанлэйс — материал, изготовленный из смеси штапельных химических волокон (полипропилен) с добавлением натуральных волокон (целлюлоза, вискоза), скреплённый способом гидроспутывания. Смесь волокон, сформованная в ковёр, подвергается воздействию большого количества тонких струй воды под большим давлением. Волокна перепутываются и материал получает прочность на разрыв. Данный вид нетканых материалов имеет более низкие ФМ показатели, но и более мягкие тактильные ощущения.
- Айэрлэйд (айрлайд) — в общем случае сырьём для приготовления материала являются сульфатная древесная целлюлоза (отбелённая или нет), и скрепляющий агент, который может быть различным

• Термическое скрепление (TBAL: Thermobonded Airlaid) — скрепляющий агент — бикомпонентное штапельное химическое волокно (ядро волокна из полиэфира, оболочка из полиэтилена), штапельные волокна смешиваются с распушённой целлюлозой в воздушном потоке, формуются на движущейся сетке, проходят через печь, в которой полиэтиленовая оболочка химволокон плавится, и полотно скрепляется.
• Скрепление с использованием связующих (LBAL: Latexbonded Airlaid) — вместо штапельных волокон применяются латексы — дисперсии или эмульсии полимеров на водной основе.
• Комбинированное скрепление (MBAL: Multibonded Airlaid) — комбинация штапельных волокон и латекса в качестве скрепляющих агентов.
• Гидрогенное соединение посредством водородной связи (HBAL: Hydrogenbonding Airlaid) — прочность на разрыв материал из распушённой целлюлозы получает при одновременной обработке теплом и давлением.

### Преимущества
Нетканый материал, произведённый по технологиям «спанбонд» и СМС имеет ряд преимуществ при использовании его в производстве средств гигиены:
- значительная прочность, позволяющая автоматическим линиям работать на больших скоростях;
- стоимость ввиду технологической особенности одновременного вытягивания волокон и формирования холста, при этом более низкие энергетические затраты на производство (по сравнению с технологиями «Спанлейс» и «Айэрлэйд»).

## Производство одноразовой одежды
При производстве одноразовой одежды во всем мире широко применяют нетканые материалы, изготовленные по технологиям «спанбонд» и СМС. Это позволяет получать комплекты или отдельные элементы защитной одежды, обладающей заданными свойствами и при этом недорогой в производстве.
Продукция, относящаяся к данному сегменту рынка нетканых материалов, предназначена, в первую очередь, для медицинских лечебных и профилактических учреждений, косметологических и процедурных салонов. Кроме медицинской и косметологической отраслей стоит отметить широкое применение одноразовой одежды в качестве защитной и спецодежды при проведении различных работ.
Нетканые материалы, потребляемые в данном сегменте рынка, представлены «спанбондом» и СМС в плотностях от 15 до 60 г/м², и широким ассортиментом цветов.
Также, некоторые материалы требуют дополнительной обработки:
- введение антистатических добавок — для снятия статического напряжения в процессе изготовления (зачастую, при ручном раскрое и шитье материал искрит и доставляет дискомфорт людям);

Необходимо учесть, что многие комплекты одежды и белья, предназначенные для операционного или послеоперационного обслуживания в медицинских учреждениях (комплекты хирурга и другого персонала в операционных, хирургические маски, операционные и послеоперационные простыни, стерильные бинты и т. д.) после раскроя и шитья изделия проходят процесс стерилизации. Как правило, это либо радиационная стерилизация, при которой изделия подвергаются кратковременному действию радиации, либо другие виды стерилизации (высокотемпературное воздействие, автоклавирование, обработка стерилизующими химическими составами).

### Товары-заменители
Натуральные, синтетические и смесовые ткани (хлопок, вискоза, полиэфир, полиамид).
При анализе тенденций мирового и российского потребления тканей для сегмента одноразовой одежды можно заметить, что за последнее время произошло значительное смещение в сторону применения защитной одежды из нетканых материалов.

### Строительные мембраны
Строительные мембраны — рулонные или листовые материалы, применяемые для защиты зданий и сооружений, а также их отдельных элементов от действия климатических факторов. Их использование позволяет продлить сроки службы строительных, отделочных или теплоизоляционных материалов и сократить затраты на строительство в части экономии последних.
Строительные мембраны делятся на несколько групп, в зависимости от выполняемых функций:
- ветроизоляция — служит для защиты от продувания ветрами фасадных или крышных систем — как правило, применяется нетканый материал «спанбонд» с УФ-стабилизатором;
- пароизоляция — предназначена для изоляции в кровельных и стеновых конструкциях утепляющего материала от водяных паров, поступающих изнутри помещения, сохраняя тем самым низкую теплопроводность и защищая от образования конденсата внутри теплоизолирующих материалов, но при этом сохраняя воздухопроницаемость конструкции. В качестве таких мембран зачастую выступает нетканый материал «спанбонд», ламинированный «дышащей» плёнкой, поры которой в диаметре меньше размера молекулы воды;
- гидроизоляция — тип мембран, предотвращающий попадание атмосферных осадков или грунтовых вод в строительные конструкции или элементы зданий и сооружений. Применяются на фундаментных, стеновых, кровельных и других конструкциях. Изготовление подобных мембран заключается в нанесении гидроизолирующего слоя (битум, другие составы) на армирующий слой материала (картон, стекловолокно, полиэфирные нетканые материалы). Применение в данного вида строительных плёнках полипропиленового нетканого материала «спанбонд» ограничено его физико-механическими характеристиками (полипропилен не выдерживает нанесение битумных мастик при температуре свыше 150 ˚C) — применяется только ламинированный плёнкой материал в лёгких кровельных, стеновых или межэтажных конструкциях в качестве защиты от протечек или при выполнении кровельных работ в условиях плохой погоды.

#### Товары заменители
Полимерные плёнки — могут обладать теми же барьерными свойствами, что и армированные нетканым материалом, но имеют более низкие разрывные характеристики и стойкость к повреждениям во время монтажа (проколы, надрывы и т. д.). Тканые полимерные — материалы значительно превышают механические характеристики нетканого материала «спанбонд», но при этом и гораздо дороже и менее удобны в процессе проведения работ. Нетканые материалы, сделанные из других полимеров — речь идёт в первую очередь о материалах из полиэтилентерефталата (ПЭТФ, полиэфир). Данные материалы, в том числе и изготовленные по технологии «спанбонд», позволяют наносить на них гидроизолирующие битумные мастики и выступать в роли кровельных покрытий (мягкие кровельные системы, аналоги рубероида и пергамина, но при этом имеющие высокую стойкость к разрывным и прокалывающим нагрузкам). В свою очередь данные материалы значительно дороже полипропиленовых нетканых материалов «Спанбонд».

### Фурнитурно-упаковочные материалы
Фурнитурно-упаковочный материал — речь идёт о нетканых материалах «спанбонд», применяемых в качестве дублирующего или защитного материала в мебельной промышленности (производство мягкой мебели, матрасов), в швейных изделиях (корсажные ленты, подкладочные материалы) или о материалах, служащих основой для изготовления чехлов, сумок, подложек, покрывал и т. д. Данный сегмент отличается широким ассортиментом применяемых материалов по цветам и плотностям, а также большим количеством потребителей.

#### Товары заменители
Традиционные тканые и нетканые материалы (сукно, мешковина, бязь, войлок и т. д.) давно применялись при производстве мягкой мебели и матрасов, а также в швейной отрасли, но постепенно вытесняются современными неткаными материалами «спанбонд» ввиду более низкой стоимости и более высоким физико-механическим свойствам последних.